# Stictonectes lepidus
Stictonectes lepidus är en skalbaggsart som först beskrevs av Olivier 1795.  Stictonectes lepidus ingår i släktet Stictonectes och familjen dykare. Inga underarter finns listade i Catalogue of Life.

## Bildgalleri

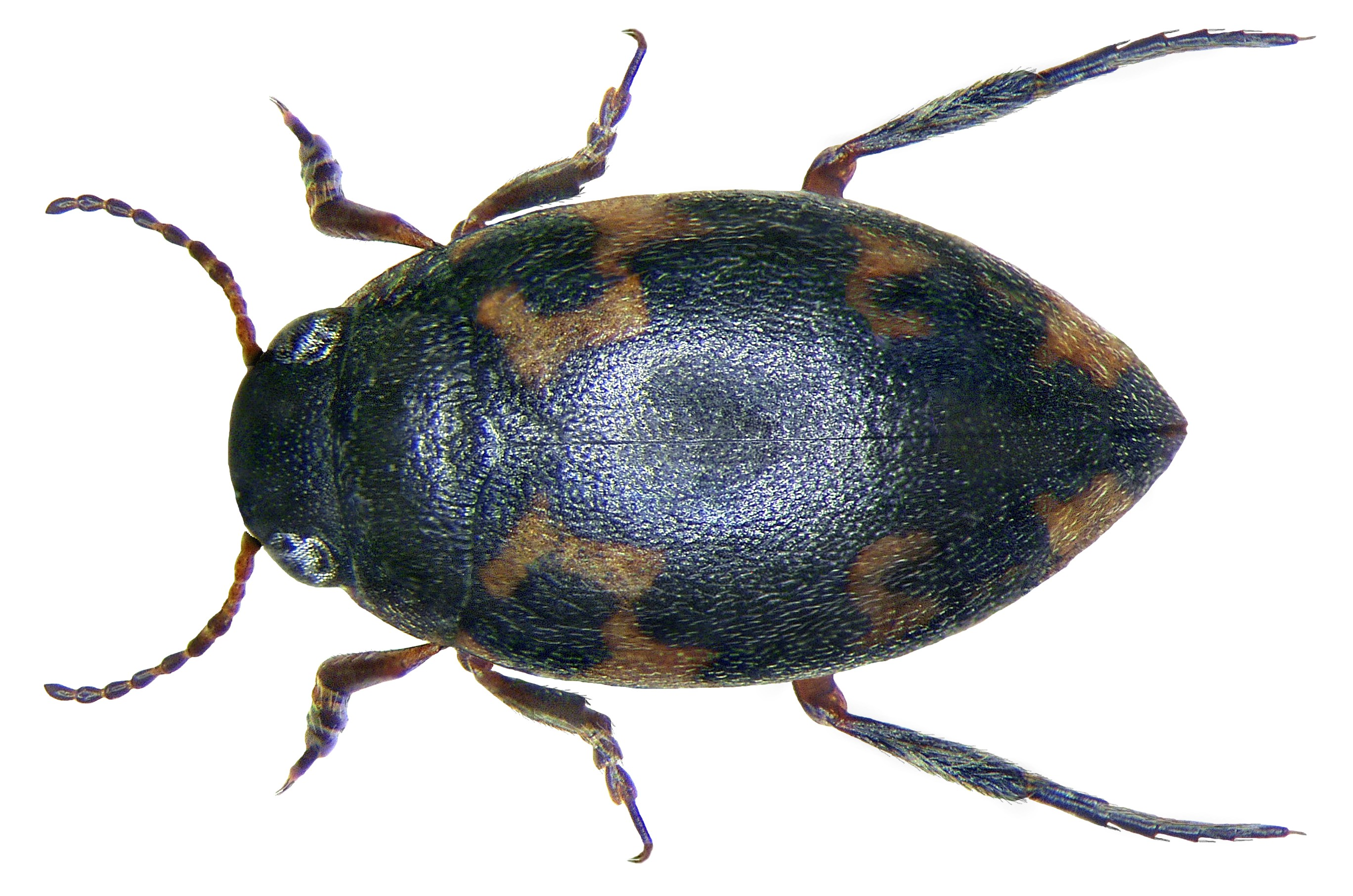